# 泡果苘属
泡果苘属（学名：Herissantia）是锦葵科下的一个属，通常为披散草本植物。该属共有3种，分布热带美洲。